# 41.º Batallón de Infantería de la Luftwaffe
El 41.º Batallón de Infantería de la Luftwaffe (41. Infanterie-Bataillon der Luftwaffe o Luftwaffen-Infanterie-Bataillon XLI) fue una unidad de la Luftwaffe durante la Segunda Guerra Mundial.

## Historia
Fue formado el 20 de septiembre de 1944 en Berlin-Spandau, con 4 compañías. Para la formación se recurrió a personal excedente de unidades antiaéreas y regionales de defensa. El 24 de septiembre de 1944, un batallón en Goch fue utilizado posteriormente en el sector de Asperden-Wemb para misiones defensivas. En diciembre de 1944 fue transferido desde el Grupo de Ejércitos H (Holanda) al Grupo de Ejércitos G (División Nr. 526). El 12 y 13 de diciembre de 1944 se trasladó junto con la entonces División Nr. 526 a Weißenburg, así como con dos batallones del Volkssturm que se atrincheraron en Tettingen. A finales de febrero de 1945 estuvo subordinado a la 416º División de Infantería en Serring al sur de Saarburg.

## Servicios
- enero de 1945 - febrero de 1945: en Saarburg.